# Marcellus (Gegenkaiser)
Marcellus († 366) war ein römischer Gegenkaiser im Osten.
Über die Jugend des Marcellus und seinen familiären Hintergrund ist nichts Genaueres bekannt. Er tritt zum ersten Mal in Zusammenhang mit der Usurpation des Procopius in Erscheinung. Erwähnung findet er insbesondere bei den Geschichtsschreibern Zosimos und Ammianus Marcellinus.
Procopius sandte seinen Verwandten Marcellus nach Bithynien. Marcellus sollte dort von Serenianus kommandierte Kavallerieeinheiten angreifen, die gegenüber dem rechtmäßigen Kaiser Valens loyal geblieben waren. Serenianus hatte sich in Kyzikos verschanzt. Marcellus eroberte die Stadt und verfolgte Serenianus bis nach Lydien, wo er ihn schließlich hinrichten ließ.
In der Zwischenzeit hatte Valens den Gegenkaiser Procopius in den Schlachten von Thyatira und Nakoleia besiegt und exekutiert. Er ließ nun dessen Anhänger und Verwandte festnehmen und töten. Auch Marcellus wurde hingerichtet. Der Chronist Johannes von Antiochia berichtet, dass die Anhänger des Procopius wegen Majestätsverbrechen verurteilt wurden.